# Bachillerato de Investigación y Excelencia

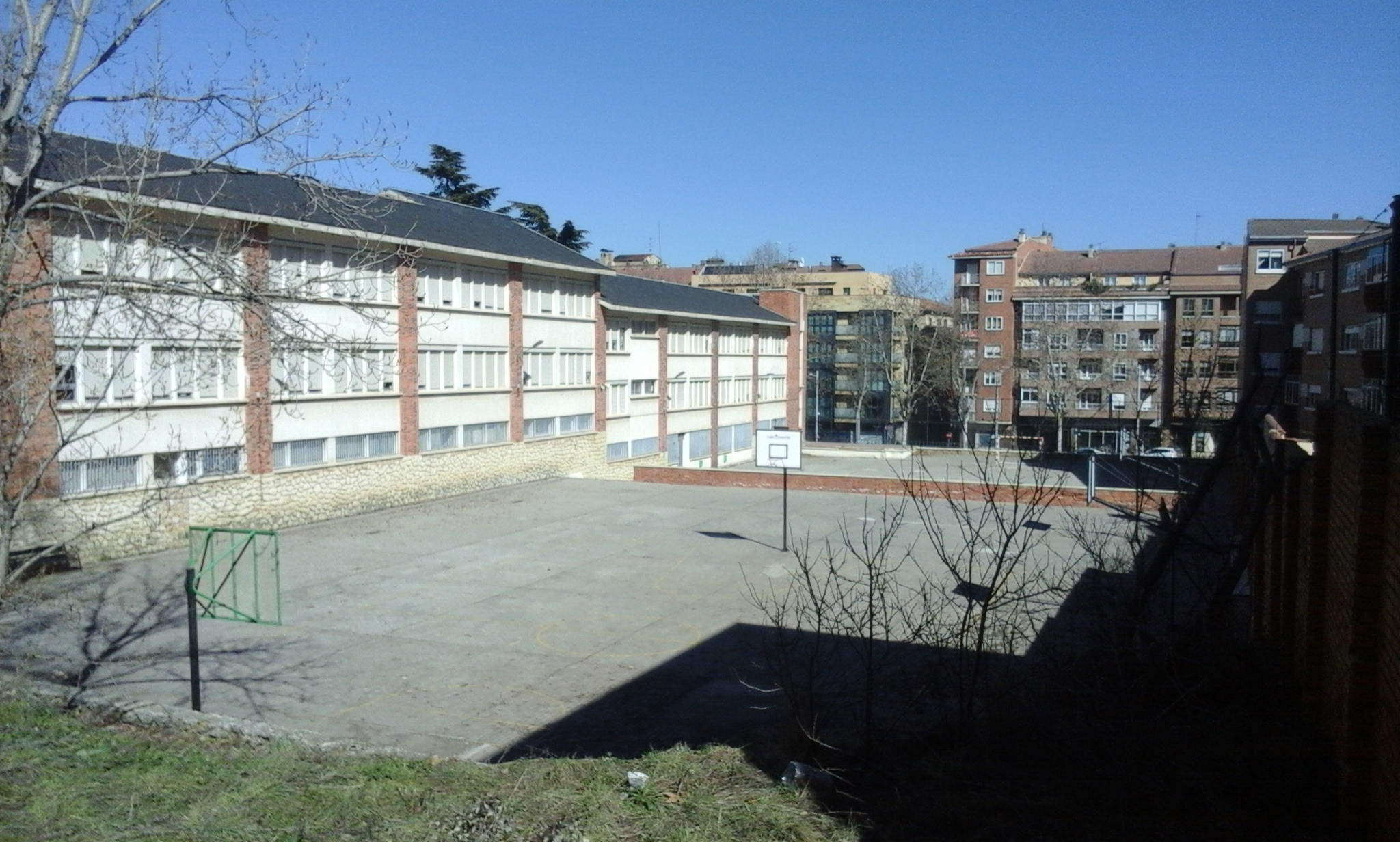
El IES Andrés Laguna (Segovia) es uno de los institutos que ofertan esta modalidad bachillerato

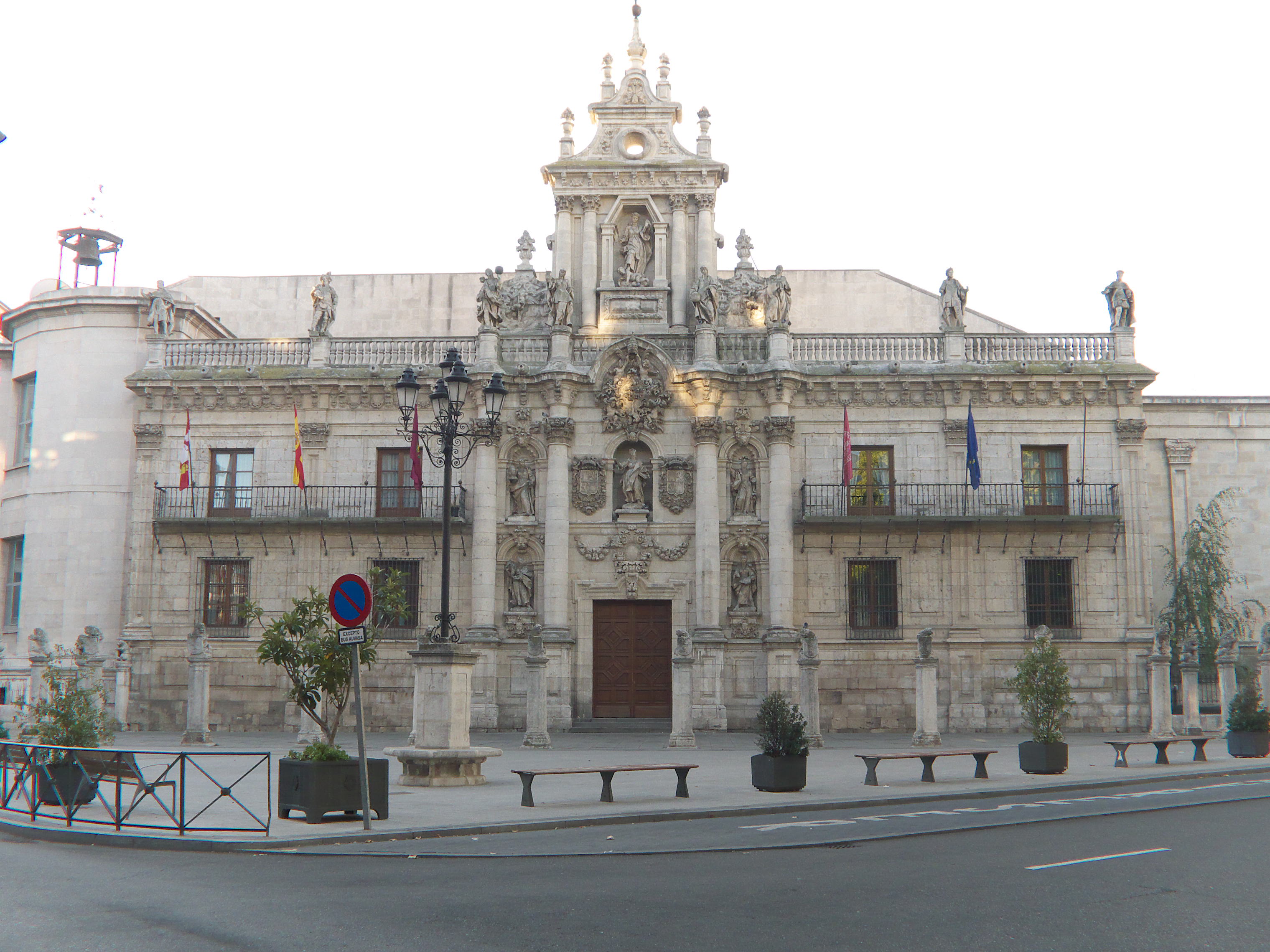
La Universidad de Valladolid es una de las universidades que colaboran con esta modalidad bachillerato

El Bachillerato de Investigación y Excelencia (BIE) (en ocasiones llamado simplemente Bachillerato de Excelencia o Bachillerato de Investigación) es una modalidad especial de bachillerato en España ofertada en un reducido número de centros desde el curso 2007/2008 y que sigue presente en la actual ley educativa de 2020.
Al finalizar el bachillerato el alumnado recibe un diploma adicional al del bachillerato convencional cursado.

## Características
Para el acceso a esta modalidad es necesaria una nota media mínima durante la ESO que es establecida por cada centro. Al igual que en otras modalidades de bachillerato, este se divide en dos cursos y pueden elegirse las distintas modalidades (ciencias, sociales, humanidades...) con normalidad. Además de las distintas asignaturas troncales de cada modalidad y sus optativas se añade en ambos cursos una asignatura más denominadas Inicio a la Investigación en el primer curso y Proyecto de Investigación en el segundo, estas asignaturas puntúan igual que el resto a al hora de realizar la media del bachillerato.

### Cursos
- Durante el primer año el alumnado asisten a reuniones y conferencias impartidas por profesores universitario asociados al programa y finalmente realizan un pequeño proyecto de investigación sobre un mismo tema propuesto en grupos.[7]
- En el segundo, los alumnos eligen individualmente una temática de su interés entre varias propuestas y realizan autorizados por profesores del centro y la universidad un proyecto de investigación que se asemeja a una pequeña tesis doctoral. Durante este proceso pueden disponer de recursos y laboratorios de la universidad. Finalmente el proyecto es defendido por su arte ante un tribunal de exacción.[8][9][10]